# Севар Атлі Магнуссон
Севар Атлі Магнуссон (англ. Sævar Atli Magnússon, нар. 16 червня 2000, Рейк'явік, Ісландія) — ісландський футболіст, нападник данського клубу «Люнгбю» та національної збірної Ісландії.

## Ігрова кар'єра

### Клубна
Севар Атлі Магнуссон є вихованцем столичного клубу «Лейкнір». 3 жовтня 2015 року він зіграв першу гру в основі у матчі чемпіонату Ісландії. За результатами того сезону команда вилетіла до Першого дивізіону, але футболіст залишився в клубі. І зумів повернутися з клубом до елітного дивізіону тільки у 2021 році.
Але вже влітку того року Магнуссон перейшов до клубу данської Першої ліги «Люнгбю», з яким вже у першому сезоні вийшов до Суперліги. І 17 липня 2022 року нападник дебютував у вищому данському дивізіоні.

### Збірна
Севар Магнуссон пройшов всі вікові збірні Ісландії.
8 січня 2022 року в товариському матчі проти команди Естонії Магнуссон дебютував у національній збірній Ісландії.